# Si j'étais une cigarette
Si j'étais une cigarette est une chanson écrite par Louis Poterat et André Salvador, composée par Henri Bourtayre et André Salvador, interprétée par Éliane Embrun en 1949. Elle est reprise en 2012 par la chanteuse française Anaïs Croze sur son album À l'eau de Javel.